# شرف‌الدین سهروردی
سید شرف‌الدین سهروردی یک عارف و صوفی بغدادی قرن ششم قمری متولد بغداد بود، که از عراق در دکن کشور هند وارد شُد. او از نسل سیزدهم علی بن ابی طالب و پسر سید محمود بن سید احمد بود.

## زندگی‌نامه
شرف‌الدین در بغداد در سال ۵۸۶ هجری به دنیا آمد، او از نسل سیزدهم علی بن ابی طالب بود، نام پدرش سید محمود بن سید احمد بود. او قرآن را از پدرش در دوره تحصیلات ابتدایی خود آموخت. همان‌طور که بغداد وطن اصلی اش بود، او ۴۵ سال عمر خود را در بغداد سپری کرد، او تمام تحصیلات خود را، از جمله شیوه‌های صوفی معنوی و سری روحانی در بغداد انجام داد.
او همراه با شهاب‌الدین عمر سهروردی به هندوستان آمد و پس از ۹ سال سفر در سراسر کشور، او در نهایت در سال ۱۲۲۹ میلادی به دکن رفت. او پیش از آن به دولت‌آباد رفت و در نهایت به کوه‌های حیدرآباد آمد (حیدرآباد ساخته نشده بود). او به مدت ۹ سال در غارهای تپه ای حیدرآباد عبادت می‌کرد.
بعدها او بیرون آمد و زمان خود را بین روستاییان گذراند و به آنها اخلاق اجتماعی، عشق و دستور العمل آموخت و تعالیم اسلام را موعظه کرد.

## مراتب
شرف‌الدین شخصیت فکری و هوشمند دارد. زندگی اش بسیار ساده بود و به بسیاری از همه مردم فقیر کمک کرده‌اند. پس از عبادت صبح و همچنیں در اواخر شب، رفتن به دیدن افراد بیمار روستا و درمان آنها با داروهایش عادت او بود. اهل هنود اورا اوتار مهادیوا می‌دانند. هر وقت که مردم هندی با مشکلات خود به او گفتند، او از آنها خواسته بود که از خدا درخواست کمک کنند؛ و هنگامی که مسلمانان در مورد مشکلاتشان به او گفتند، او به آنها توصیه کرد که به مسجد بروند. او به هند و مسلمان درس وحدت و صلح را آموزش داد.

## درگذشت
او در سن ۱۰۰ سالگی در ۶۸۷ هجری قمری درگذشت و در تپه به خاک سپرده شد.

## کتاب‌ها
- بستان الاولیاء
- تذکره اولیای حیدرآباد
- تذکره اولیای دکن
- حدائق الاولیاء